# Стахановский трамвай
Стахановский (Кадиевский, Алмазнянский, Теплогорский) трамвай — трамвайная система, действовавшая в городе Стаханов (Луганская область) с 1937 года по 2008 год.

## История
Город Стаханов с момента своего основания развивался как агломерация пригородных поселений (Алмазная, Брянка, Теплогорск). Поэтому возникла необходимость в трамвайной линии между Стахановым и Ирмино. На этой линии движение было открыто 15 февраля 1937 года. До конца 1939 года были также построены линии до станции «Алмазная» и машиностроительного завода.
Во время Великой Отечественной войны город оказался в прифронтовой зоне, а с 12 июля 1942 до 3 сентября 1943 года был оккупирован немецкими войсками, при их отступлении в соответствии с директивой от 2 сентября 1943 года о уничтожении промышленности Донбасса город был разрушен. Трамвайная линия и трамвайный парк были полностью уничтожены.
После окончания боевых действий началось восстановление города, и коллектив Алмазнянского металлургического завода принял решение восстановить работу разрушенной трамвайной линии Кадиевка - Алмазная. Им оказали помощь рабочие треста "Сергоуголь", литейно-механического завода и шахты № 18 "Рау", в результате, восстановление трамвая было завершено досрочно.
В апреле 1991 года было прекращено движение по линии до машиностроительного завода; в июле — до Алмазной (из-за аварийного состояния железнодорожного моста в районе СЗТУ, СВЗ). Осенью 2008 года движение прекращено и на линии «Стаханов-Ирмино» (ранее — г. Теплогорск).
14 июня 2011 года было принято решение (трамваи: № 002, 084, 086, 090, 091 — Решение № 247/5 от 14 июля 2011 года.
Стахановского городского совета) утилизировать последние остававшиеся с момента закрытия трамвайных вагона (формально числились на консервации, причём вагон № 090 (1982 год, 71-605) простаивал с 2006 года).
Осенью 2012 года трамвайную линию от Стаханова к Ирмино длиной 10,8 км начали разбирать на металлолом, после завершения этих работ, в июне 2013 года на металлолом начали разбирать линии на территории города.

## Маршруты
| Годы      | № | Маршрут следования                                                           |
| 1937—2008 | 1 | Центральный рынок (Стаханов) — Ирмино                                        |
| 1939—1991 | 2 | Центральный рынок (Стаханов) — Железнодорожная станция «Алмазная» (Алмазная) |
| 1939—1991 | 3 | Центральный рынок — Машиностроительный завод (Стаханов)                      |
| 1991—1993 | 4 | Центральный рынок — Вагоностроительный завод                                 |

## Подвижной состав
- вагоны серии Х (моторный) — 6 вагонов поставки 1937 года
- вагоны серии М (прицепной) — 5 вагонов поставки 1937 года
- КТЧ (моторный, четырёхосный) б/у вагоны из Киева и Харькова 1949 года поставки.
- КТМ-1 (моторный) — поставок 1957—1961 годов
- КТП-1 (прицепной) — поставок 1957—1961 годов
- КТМ-2 (моторный) — поставок 1961—1972 годов
- КТП-2 (прицепной) — поставок 1961—1972 годов
- КТМ-5М (моторный) — поставок после 1972 года